# Panagiotis Voukelatos
Panagiotis Voukelatos (em grego:  Παναγιώτης Βουκελάτος; nascido em 7 de abril de 1983) é um ciclista amador grego. Ele competiu nos Jogos Olímpicos de Verão de 2008, em Pequim, na prova de velocidade.